# Matjaž Peskar
Matjaž Peskar, slovenski politik in poslanec, * 13. avgust 1963.

## Življenjepis
Na prvih demokratičnih večstrankarskih volitvah v Sloveniji leta 1990 je bil izvoljen v Zbor Občin takratne Skupščine Republike Slovenije. V tem času je bil predsednik odbora za socialno politiko, zdravstvo in invalide. Sprejeti zakoni, ki jih zlasti na področju invalidskega varstva sprejel Odbor in jih predlagal v sprejem parlamentu, veljajo še danes. Leta 1992 je postal član 1. državnega zbora Republike Slovenije kot nadomestni član (nadomestil je Zorana Thalerja); v tem mandatu je bil član naslednjih delovnih teles:
- Komisija po Zakonu o nezdružljivosti opravljanja javne funkcije s pridobitno dejavnostjo (21. december 1995-19. julij 1996),
- Komisija za poslovnik (25. april 1995-19. julij 1996) in
- Odbor za zdravstvo, delo, družino in socialno politiko (25. april 1995-19. julij 1996) .